# Novopress
Novopress est un site internet d'actualité d'extrême droite de la formation des Identitaires (ex Bloc Identitaire), créé en 2005 ou 2006 par le président de ce mouvement. Il est critiqué pour son positionnement xénophobe et la propagation de fausses informations.

## Présentation
Faisant suite à une tentative achoppée de développer une version française du site américain Altermedia, Novopress est fondé en 2005 par Fabrice Robert (ancien dirigeant d'Unité radicale et président du Bloc identitaire) et par Guillaume Luyt (ancien dirigeant du Front national de la jeunesse), avec l'aide de Pierre Sautarel . Le gérant du site est François Desouche, qui a succédé à Arnaud Menu, collaborateur de Fabrice Robert. L’adresse postale à Nice du dépositaire de Novopress et celle du Bloc Identitaire sont identiques et le nom de domaine du site Novopress a été déposé par Fabrice Robert.
Le site, qui propage les idées des Identitaires, est l'un des plus importants des médias alternatifs d'extrême droite en ligne. Selon Les Inrockuptibles, « avec Novopress, la mouvance identitaire s’est ainsi dotée d’un site Internet qui se présente comme une “agence de presse indépendante” mais qui, dans les faits, distille la parole du Bloc identitaire ». Même avis de L'Express pour qui Novopress « est un site du Bloc Identitaire, qui relaie les actualités de la mouvance ». Pour Europe 1, Novopress est le « site d'information » du Bloc identitaire qui réalise un « lobbying intensif ». Selon Le Journal du dimanche, Novopress a été créé par le Bloc identitaire en 2006 et n'est pas l'agence de presse "indépendante" qu'elle prétend être. L'hebdomadaire décrit en effet Novopress comme « l'agence de presse » du Bloc identitaire, dont elle qualifie la section "jeune" de « plus à droite que le Front national ». Selon Les décodeurs du quotidien français Le Monde, Novopress est « un site orienté à l'extrême droite ».
L'Obs estime que Novopress « parie sur [l']indifférenciation entre sites des médias traditionnels et sites militants pour diffuser ses idées d'extrême droite » et est un « outil efficace de diffusion des idéaux nationalistes ».
En 2012, à la suite d'un article dans Le Monde intitulé « Jean-Yves Le Gallou lance un Acrimed d’extrême droite », l'association Acrimed, proche de la gauche antilibérale, publie un article dans lequel elle décrit les sites d'actualités de la « nébuleuse d'extrême droite » dont fait partie Novopress : « Ils se défendent souvent d’être d’« extrême droite », puisqu’ils transcenderaient tous les clivages. Qui sont-ils ? Ce sont les sites, nombreux et interconnectés, qui défendent une version nationaliste de la souveraineté nationale, une version xénophobe d’une prétendue identité française, un libéralisme économique national opposé au libéralisme économique transnational, une critique de la globalisation capitaliste qui, sous le terme de mondialisme, esquive le qualificatif. »,.
Le site, dont le rédacteur en chef est Arnaud Menu, dit Arnaud Naudin,, comprend une trentaine de bénévoles,. Depuis 2008, les articles du site sont repris régulièrement par Google Actualités. En 2012, son audience est estimée à un nombre de visiteurs compris entre 400 000 et 500 000 par mois et à 300 000 visiteurs par mois en 2013.
Il disparaît en juin 2023.

## Critiques

### Islamophobie, xénophobie
En 2005, le Club de la Presse Nord-Pas de Calais qualifie sa ligne éditoriale de « xénophobe », « d’incitation à la haine raciale » et met en doute son appartenance au journalisme. L'Obs estime que Novopress est « un relais redoutable de la haine antimusulmane qui prospère à l’extrême-droite ». Caroline Fourest considère Novopress « comme un site d'extrême droite qui publie des caricature racistes, notamment celles de Chard, la dessinatrice fétiche du journal d'extrême droite Rivarol », et qui offre une tribune à Dieudonné, humoriste controversé pour ses déclarations antisémites.

### Fausses informations
Selon L'Express, qui cite Novopress dans son annuaire des sites « d'infaux », le site « est aussi à l'origine de plusieurs fausses informations, souvent supprimées par la suite » . Les décodeurs affirment que le site « reprend sans vérification des informations trouvées sur Internet ».

## Condamnation
Fabrice Robert, responsable du site Novopress, est condamné en mai 2010 à 2 000 euros d’amende pour diffamation et doit verser 3 000 euros de dommages et intérêts à Adoum Isseini, conseiller municipal de Pau. Celui-ci avait porté plainte contre Novopress qui avait publié qu’il avait été condamné à six mois avec sursis pour menaces de mort, alors que Adoum Isseini avait été relaxé. La défense a plaidé en vain l'erreur de plume. Le jugement est confirmé en appel en septembre de la même année. En audience, des avocats d'Isseini ont allégué le caractère raciste de la diffamation, en faisant un lien entre Novopress et le Bloc identitaire, actif dans la région et dirigé par Fabrice Robert; la juridiction n'a pas pu examiner le bien-fondé de cette allégation, qui ne figurait pas dans la citation à comparaître.